# Església de Sant Pere (Benifaió)
L'església de Sant Pere de Benifaió està situada a la plaça major de Benifaió (província de València, Espanya) enfrontada a la casa-palau dels Falcó. Va ser construïda en la segona meitat del segle xviii, sota preceptes academicistes, i és la tercera de les construccions en el mateix solar.
Iniciada en 1770, una inscripció lítica marca l'any 1771 per a la finalització del reresagrari, si bé la construcció no es va beneir fins a finals de 1786, per bé que la decoració interior i la pròpia façana podrien retardar-se encara alguns anys.
La desaparició dels llibres de fábrica junt amb d'altres de l'arxiu parroquial ens ha privat de conéixer la seua història constructiva en detall, i encara hui, es desconeix l'autor de les seues traces.

## Descripció

### Exterior

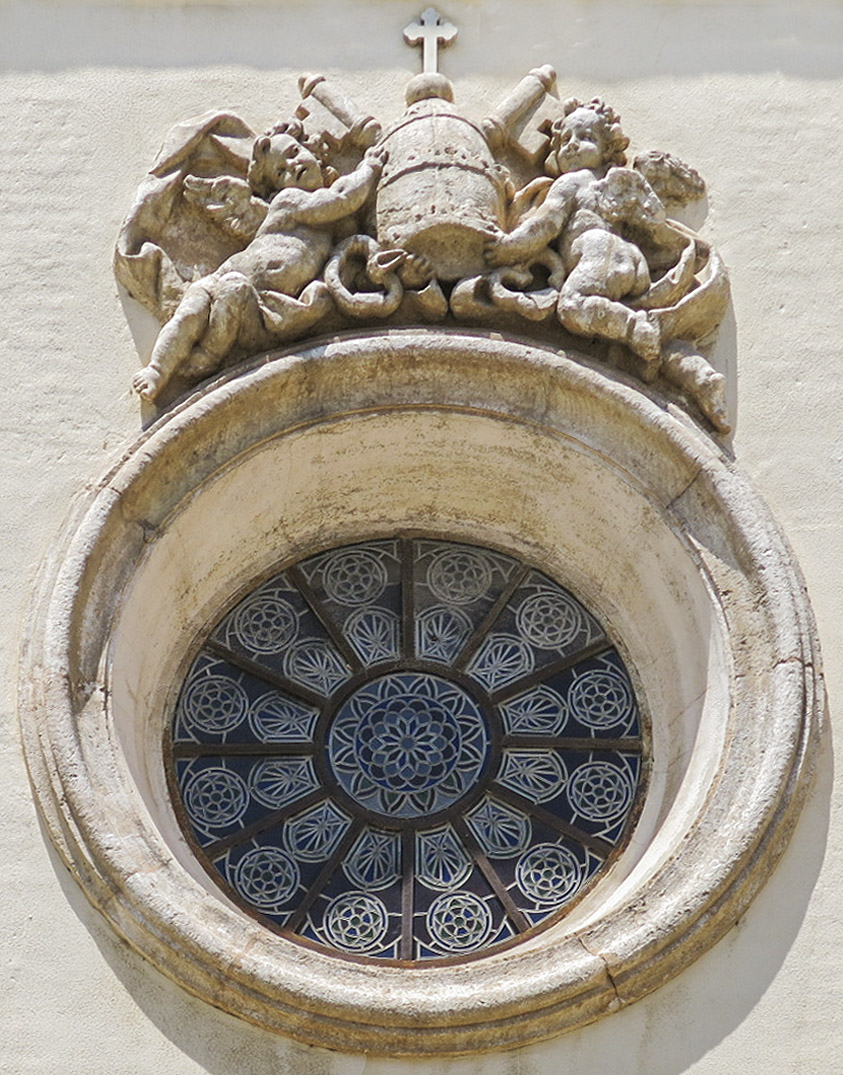
Òcul

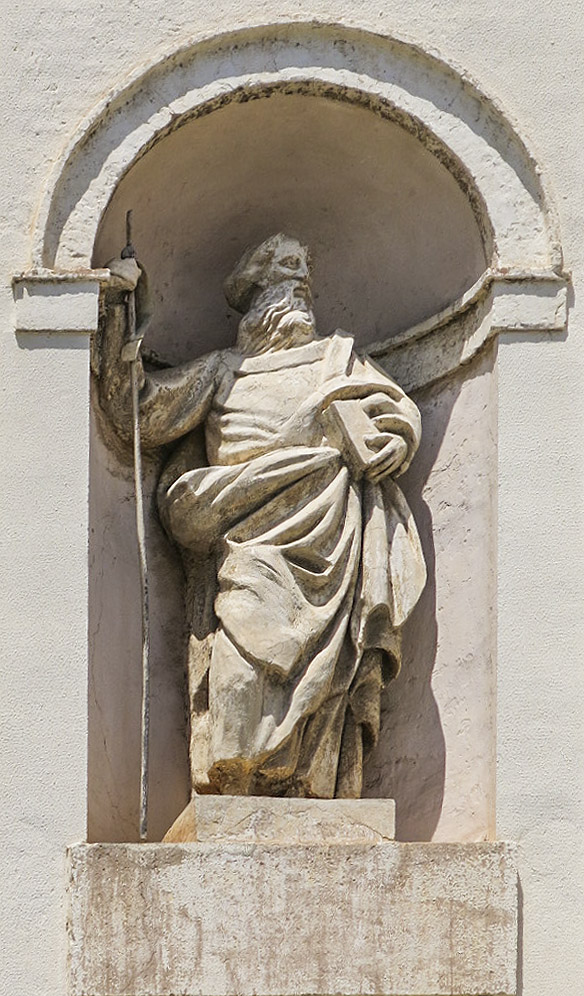
Imatge de Sant Pere.

La façana es compon a través d'un doble ordre central. Baix amb portalada dentelluda entre pilastres acanalades d'ordre toscà i un potent entaulament amb tríglifs i mètopes; i un ordre superior estructurat amb pilastres corínties que ordenen un òcul central decorat amb baixos relleus representant una tiara papal portada per dos àngels, i als laterals, dues fornícules amb imatges pètries de Sant Pere i Sant Pau, restaurades després de 1936. La façana està rematada per un timpà central amb balustrada. Presenta dues torres bessones, dividides en tres cossos, el superior de campanes, obert a les quatre cares amb arcs de mig punt allargassats i remat amb balustrada decorada amb pinacles i boles. Presenta capelles entre els contraforts, amb una elevada cúpula sobre tambor. Presenta reresagrari al tester,amb cupulí. Es troba totalment exempta. Abans de 1936, l'església presentava una capella de la comunió, adosada al costat de l'evangeli, que no es va reconstruir després.

### Interior
El seu interior, academicista, presenta una planta de nau única amb transepte i volta de canó amb llunetes. Sobre el creuer s'alça una esvelta cúpula sobre tambor, ordenada amb pilastres. L'interior del temple estigué decorat amb quadres del famós pintor Vicent López Portaña (1772-1850), desapareguts després de l'incendi sofert durant la Guerra Civil Española, junt amb un magnífic retaule major, del que ha quedat constància fotogràfica. Al temple es conserven alguns elements d'orfebreria religiosa del segle xvi y posteriors. A partir de 1939 s'iniciaren les obres de reconstrucció i rehabilitació del seu interior, que es donaren per acabades en els anys 50, i encara posteriorment ha vist completada la seua rehabilitació i redecoració.